# 파스니

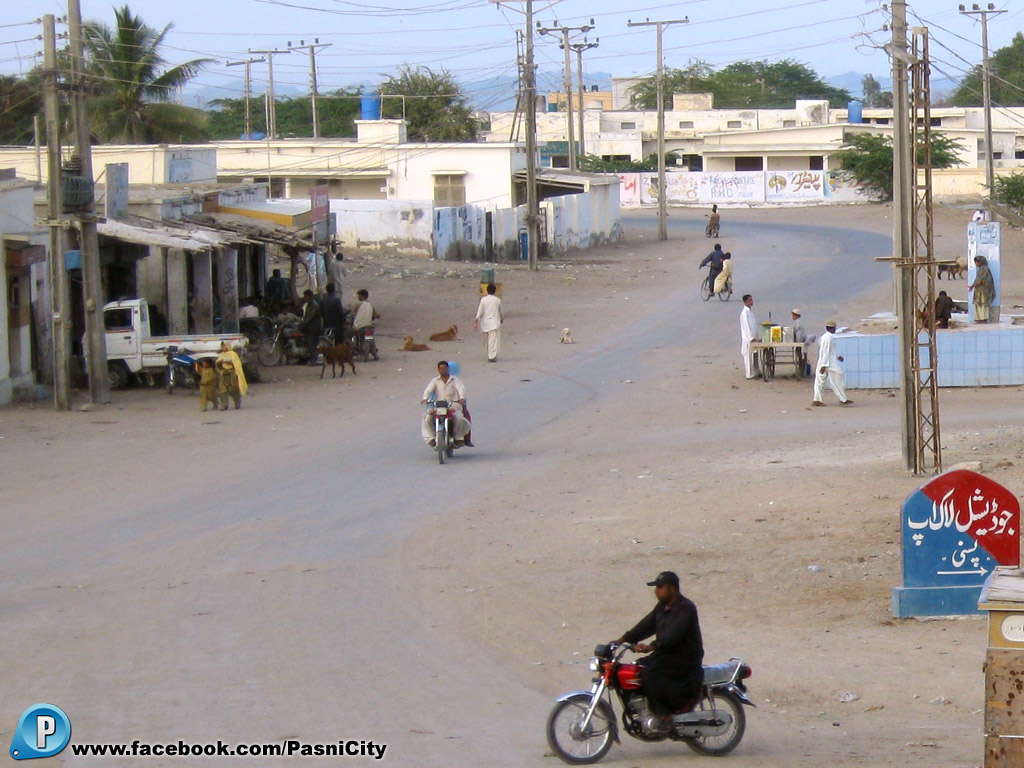

파스니(우르두어: پسنی, 영어: Pasni)는 파키스탄 발루치스탄 주 남부에 위치한 도시로, 인구는 약 33,000명이며 아라비아해와 접한다.